# 半齿柃
半齿柃（学名：Eurya semiserrulata）为山茶科柃木属下的一个种。

## 扩展阅读
- 維基物種上的相關：半齿柃